# Ana Johnsson
Ana Lovisa Johnsson (* 4. října 1977) je švédská rocková zpěvačka.

## Životopis
Ana Johnsson se narodila v Göteborgu a později se přestěhovala do obce Sunne v provincii Värmland na jihozápadě Švédska. Během studia na střední škole odjela coby výměnná studentka do Spojených států, kde se závodně věnovala snowboardingu. V roce 2001 se vrátila do svého rodného Švédska, dokončila střední školu a začala se věnovat své kariéře.

## Hudba
Ana Johnsson se zúčastnila švédské verze soutěže Popstars (soutěž podobná Pop Idol), kterou vyhrála. Vstoupila do hudební skupiny Excellence, s kterou po nějakou dobu vystupovala.
Skupinu ale později opustila a pokračovala jako sólová zpěvačka. Na podzim roku 2003 vydala singl The Way I Am, který byl populární zejména ve Švédsku a Německu. V roce 2004 bylo vydáno album Cuz I Can prodávané pouze na švédském území.
Téhož roku byla Ana Johnsson požádána o spoluúčast na soundtracku k filmu Spiderman 2 a měla pro film nazpívat jednu píseň. Tou se stal její doposud nejprodávanější singl, We Are.
Především díky We Are mohla vydat svoje druhé album – The Way I Am, které je sice obsahově velmi podobné prvnímu albu, ale na rozdíl od něj bylo vydáno celosvětově.
V říjnu roku 2006 vyšlo její třetí album nazvané Little Angel. Ještě před tím, 12. července 2006 ve švédských rádiích zazněl úvodní singl alba, Days of Summer.

## Alba
- Cuz I Can (2004) – pouze ve Švédsku
- The Way I Am (2004) – celosvětové album
- Little Angel (2006)